# Metanarsia onzella
Metanarsia onzella is een vlinder uit de familie tastermotten (Gelechiidae). De wetenschappelijke naam is voor het eerst geldig gepubliceerd in 1887 door Christoph.
De soort komt voor in Europa.